# Lucien Muller
Lucien Muller (ur. 3 września 1934 w Bischwiller) – francuski piłkarz i trener piłkarski. Jako zawodnik szesnaście razy wystąpił w reprezentacji Francji.